# Emil Julius Hugo Steffenhagen
Emil Julius Hugo Steffenhagen (né le 23 août 1838 à Goldap et mort le 20 septembre 1919 à Cobourg) est un historien du droit allemand, conseiller gouvernemental privé et bibliothécaire.

## Biographie
Emil Julius Hugo Steffenhagen est le fils du directeur du tribunal de l'arrondissement de Lötzen (de) et plus tard avocat et notaire à Königsberg, le conseiller à la justice Julius Ferdinand Steffenhagen (1807–1872), et de son épouse Isabella Euphrosyne Valeria, née Hassenstein (née en 1815 à Insterbourg et morte en 1909 à Königsberg), et il grandit avec sept frères et sœurs. Après avoir obtenu son diplôme d'études secondaires à Lyck, Steffenhagen étudie le droit à l'Université de Königsberg à partir du semestre d'hiver 1855 et se tourne ensuite vers les études littéraires. En 1863, il reçoit son doctorat de l'université locale. En 1865, il reçoit son habilitation à la faculté de droit en tant que professeur privé de droit allemand, d'histoire littéraire et d'écriture manuscrite. En 1867, il reçoit la commande de l'Université d'Athènes d'y réorganiser la bibliothèque nationale. La même année, il épouse Marianne Auguste Reuter (née en 1846), fille du président du tribunal de la ville de Königsberg (de) Friedrich Ehregott Reuter (de). En 1870, il est nommé bibliothécaire de la ville de Dantzig et en 1871, il reçoit un poste de conservateur à la bibliothèque de Königsberg. En 1872, il est transféré à Göttingen comme secrétaire de bibliothèque.
En 1875, il prend la direction à plein temps de la bibliothèque universitaire de Kiel en tant que successeur d'Henning Ratjen (de), qui occupe ce poste depuis 1833 en plus de sa chaire à la faculté de philosophie. L'espace insuffisant dans la bibliothèque a déjà incité Ratjen à planifier un nouveau bâtiment. Steffenhagen réalise la construction et peut emménager au printemps 1884 dans le premier bâtiment destiné uniquement à la bibliothèque. En 1884, Steffenhagen est nommé bibliothécaire principal. Il prend sa retraite en 1903 et vit depuis à Cobourg.
Alors qu'il est encore étudiant, Steffenhagen publie les contributions à "l'Histoire du droit romain au Moyen Âge" de Friedrich Carl von Savigny à partir des manuscrits de Königsberg et le texte original qu'il découvre par Johannes Fasolus (de) "De summaria cognitione" dans l'Annuaire de droit commun allemand de Theodor Muther (de) (Vol.3, 1859). Steffenhagen publie de vastes catalogues des manuscrits juridiques (1861) et historiques (1867/1872) des bibliothèques, qui constituent encore aujourd'hui une base fiable pour les importantes collections de manuscrits de Königsberg. La description des manuscrits en vieil allemand des bibliothèques de Königsberg paraît dans le Zeitschrift für deutsches Altertum (de) de Moriz Haupt (Vol. 13, 1867). En plus d'articles dans diverses revues, il écrit également d'autres livres sur des sujets juridiques et publié de nombreuses publications sur la bibliothéconomie.
En 1877, l'Académie autrichienne des sciences lui confie la rédaction critique de la glose du Miroir des Saxons. En guise de travail préparatoire, il publie « L'évolution des gloses du droit foncier du Sachsenspiegel » (Vienne 1881-1887, 9 numéros) dans les actes de l'Académie.
Steffenhagen a écrit environ 150 articles en tant que contributeur à l'Allgemeine Deutsche Biographie, principalement sur des juristes.

## Nominations et récompenses
- Croix d'argent de chevalier de l'Ordre du Sauveur (5e classe), pour la réorganisation de la Bibliothèque nationale d'Athènes
- 18 février 1884 : Nommé bibliothécaire principal à la bibliothèque universitaire de Kiel
- 29 août 1890 : Récompensé de l'Ordre de l'Aigle Rouge de 4e classe[10]
- 14 février 1894 : nommé directeur de la bibliothèque universitaire de Kiel
- 22 décembre 1894 : caractère de conseiller privé
- 26 juin 1903 : Obtient le titre de « Professeur » (professeur titulaire)
- 1903 : Récompensé de l'Ordre de l'Aigle rouge de 3e classe avec boucle[11]

## Œuvres (sélection)
- Beiträge zu von Savigny’s Geschichte des Römischen Rechts im M. A., Königsberg 1859, 2. Ausg. 1861.
- Catalogus codicum manuscriptorum Bibliothecae regiae et Universitatis Regimontanae, Königsberg 1861.
- De inedito juris germanici monumento, Königsberg 1863.
- Die neun Bücher Magdeburger Rechts, Königsberg 1865.
- Die altdeutschen Handschriften zu Königsberg, 1867.
- Die handschriftlichen Prussica historischen Inhalts der Königl. und Universitäts-Bibliothek zu Königsberg. In: Neue Preußische Provinzial-Blätter, Vierte Folge. Volume 4. Königsberg 1867, S. 359–367.
- Deutsche Rechtsquellen in Preussen vom XIII. bis zum XVI. Jahrhundert. Duncker und Humblot, Leipzig 1875 (online).
- Die Entwicklung der Landrechtsglosse des Sachsenspiegels, In: Sitzungsberichte der Österreichischen Akademie der Wissenschaften, Vienne 1881–1887.

Bibliothéconomie
- Die neue Aufstellung der Universitäts-Bibliothek zu Kiel, 1883. (online)
- Die Klosterbibliothek zu Bordesholm (de) und die Gottorfer Bibliothek, 1884. avec August Wetzel (de) (1850–1907) (online)
- Über Normalhöhen für Büchergeschosse, 1885.
- Verzeichnis der laufenden periodischen Schriften der Universitätsbibliothek Kiel, 1887.
- Die Ordnungsprinzipien der Universitäts-Bibliothek Kiel, 1888. (online)
- Der Pflichtexemplarzwang in der Prov. Schleswig-Holstein, 1890.
- Die Pflichtexemplare in Schleswig-Holstein. In: Zentralblatt für Bibliothekswesen, Jg. 7 (1890), S. 429–431 (online).
- Zu den Göttinger Rechtshandschriften, 1895.
- Das Bibliotheksgebäude der Universität Kiel und seine Erweiterung, 1900.
- Zur Erinnerung an die Gutenberg-Ausstellung in Kiel, 1900.